# Megacephala asperata
Megacephala asperata is een keversoort uit de familie van de loopkevers (Carabidae). De wetenschappelijke naam van de soort werd in 1877 als Styphloderma asperata gepubliceerd door Charles Owen Waterhouse.